# Aha efekt

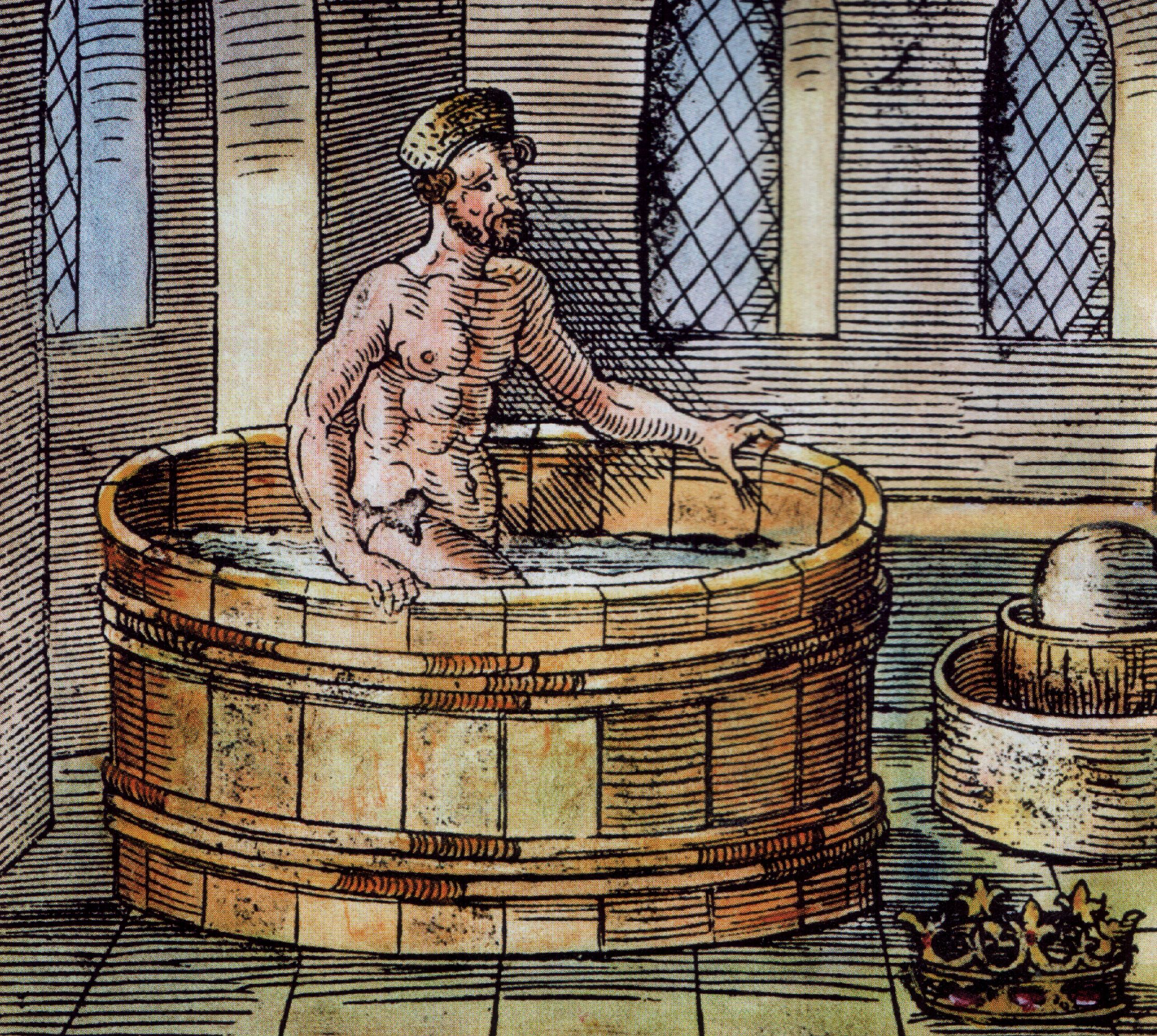
Archimédés právě objevil Archimédův zákon (dřevoryt ze 16. století)

Aha efekt (někdy též i aha zážitek, v angloamerické literatuře známý též jako Eureka effect, v německé pak pod označením Aha-Erlebnis) je psychologické pojmenování momentu náhlého pochopení dříve nesrozumitelného problému a úkolu vhledem. Pojem může pojmenovávat i subjektivní pocity, které se při tomto pochopení dostavují: člověku se "rozsvítí v hlavě" a podobně. Jedná se o individuální prožitkovou metodu odkrývání příčinné souvislosti jevů a situací. Jako první popsal tento jev německý psycholog Karl Bühler pod názvem „aha zážitek“ a myslel tím momentální uvedení nového obsahu do uspořádaného, pojmově logického nebo vizuálního prostoru představ.

## Definice Aha efektu
Podle teoretické studie Saschy Topolinského a Rolfa Rebera lze Aha efekt definovat čtyřmi základními atributy:
1. přichází náhle,
2. po prožití Aha efektu je proces řešení problému snadný a plynulý,
3. působí pozitivně a má potěšující výsledek,
4. osoba zažívající Aha efekt je přesvědčena o správnosti řešení.[3]

## Vhled
Vhledem či intuicí se rozumí poznání na základě vnuknutí, protiklad postupného poznávání pomocí úsudkového myšlení. Pojem intuice nahrazuje moderní psychologie označením vhled. Vhled (anglicky insight, německy Einsicht) je náhlé, nečekané a bezprostřední vyřešení problému, zdánlivě bez předchozího přemýšlení.
Intuici s vhledem ztotožňoval také americký psycholog Joy Paul Guilford. Tyto pojmy chápal jako neuvědomované myšlení a označil je za moment osvícení. Rovněž vyzdvihoval vliv dřívějších zkušeností. Dále zdůrazňoval, že proces intuitivního myšlení není kontrolován, objevují se volné asociace připomínající denní snění a stav relaxace vytváří lepší podmínky pro vybavování informací (viz Archimédova koupel).
S vhledem souvisí pojem inkubační doba – to je čas, během něhož je problém řešen podvědomě, zatímco myšlení jedince se zabývá něčím jiným. Antonio M. Damasio, americký neuropsycholog, dodává: „Narazíte-li na nějakou intelektuální překážku, nic vám neprospěje více, než když si dáte od problému pauzu.“ 
Rozlišujeme zážitek vhledu a vhled jako takový. Zážitek vhledu (neboli aha zážitek) obsahuje náhlé pochopení problému a zároveň i jeho náhle vyřešení. Vhled jako takový je postupným řešením problému, obsahuje pochopení situace a někdy může i zahrnovat zážitek vhledu. Zmíněný aha zážitek označuje situaci, kdy po odpoutání myšlení od řešení problému dochází k jeho řešení na podvědomé úrovni, které je během aha zážitku zvědoměna.

## Köhlerovy experimenty se šimpanzem Sultánem
Vhled byl poprvé definován představiteli gestaltismu (též tvarové psychologie). Zásadou této psychologické školy je tzv. celostnost - celek je více než suma jeho částí. Jeden z hlavních představitelů gestalt psychologie Wolfgang Köhler formuloval princip vhledu na základě pokusů s lidoopy.
Ve svém prvním experimentu, který provedl během první světové války, zavěsil banány na strop, mimo dosah testovaného šimpanze. Sultán po několika neúspěšných pokusech znenadání použil dvě bedny, aby na potravu dosáhl. Při druhém experimentu Köhler umístil banány mimo klec. Šimpanz tentokráte použil dvě tyče, které do sebe vsunul, čímž je prodloužil a banány si přiblížil. Právě náhlé pochopení a vyřešení problému po předchozích marných pokusech je základní charakteristikou Aha efektu.
Výsledky Köhlerových experimentů napomohly k pochopení principu vhledu a k definici pojmu Aha efekt.

## Etymologie anglického názvu
Název Eureka effect používaný v anglofonních zemích je odvozen z antického příběhu o slavném matematikovi, fyzikovi, filosofovi, vynálezci a astronomovi Archimédovi (287 př. n. l. – 212 př. n. l., Syrakusy).
Podle legendy si nechal král Hierón II. zhotovit zlatou korunu a požádal Archiméda, aby zjistil, je-li vyrobena z ryzího zlata, nebo zda do ní nepoctivý zlatník nepřidal méně ušlechtilé kovy. Řešení Archiméda údajně napadlo při koupání: všiml si, že hladina vody stoupla, když se do ní ponořil. Podle legendy náhle vyskočil, nahý pobíhal ulicemi Syrakus a volal “Heuréka! Heuréka!“ (řecky "našel jsem to!"). Pochopil totiž, že když ponoří korunu do vany naplněné až po okraj, bude objem přeteklé vody rovný objemu koruny. Díky tomu bude moci vypočítat její specifickou hustotu a zodpovědět královu otázku. Na základě tohoto zjištění formuloval slavný Archimédův zákon.
Způsob objevu zmíněného zákona se dá označit jako Aha efekt. V anglofonních zemích je proto název jevu přímo inspirován výše popsaným příběhem.

## Zajímavosti
- V Německu se slovy Aha-Erlebnis ironicky popisují situace, při nichž si člověk dlouho neví rady a souvislost, kterou má přímo před očima, mu dojde až s odstupem času.[9]
- Význam pojmu Aha efekt posunula americká moderátorka Oprah Winfreyová, která označila tento fenomén jako okamžik, při němž dojde k náhlému uvědomění si, že je třeba svůj život posunout dál a změnit ho.[10]